# جاي باكو غونزاليس
جاي باكو غونزاليس (بالإنجليزية: J. Paco Gonzalez)‏ هو مدرب خيول أمريكي، ولد في 17 مارس 1945 في Yahualica de González Gallo ‏ في المكسيك.